# Fundación Universitaria Iberoamericana
La Fundación Universitaria Iberoamericana (Funiber) es una institución relacionada con el ámbito universitario y de la formación que cuenta con sede en más de 30 países alrededor del mundo.
Actualmente, la oferta académica de Funiber está constituida por 160 programas académicos de Maestría y Especialización que se cursan a través de entornos virtuales (campus virtual). Todos los programas son titulados por universidades internacionales y se imparten en español, portugués y, parte de ellos, en italiano, francés e inglés.
Funiber busca difundir y compartir el conocimiento europeo y el latinoamericano. Desde su fundación en 1997 en Barcelona (España), Funiber ha experimentado un crecimiento continuo llegando hoy en día a crear una red académica y profesional con presencia en más de 30 países. En esta red participan personas de más de 60 universidades de Europa, Estados Unidos y Latinoamérica, así como empresas y organismos de presencia y renombre internacional, que aportan experiencia y conocimiento con el único fin de formar personas como iguales con una educación internacional de primer nivel y categoría sin dejar de lado lo que cada país aporta en su individualidad, singularidad y ventajas comparativas.
Funiber es hoy en día una institución que se desarrolla con la sociedad, a través de diversos convenios y proyectos, participando en actividades, tanto académicas, científicas y de investigación, como de cooperación, desarrollo y crecimiento económico, gracias a su vinculación con universidades e instituciones profesionales para conseguir dar finalmente una formación global respetando las identidades locales.

## Antecedentes
Funiber se origina en experiencias y despliegues universitarios de cooperación al desarrollo realizados en el marco de los Programas de Cátedras y Redes Unitwin-Unesco y Unión Europea. Además, Funiber se guía por las conclusiones presentes en la Declaración Mundial sobre la Educación Superior en el siglo XXI: Visión y Acción (Unesco, París, 1998), en las que se proclama la necesidad de una formación multicultural basada en la calidad, la pertinencia y la cooperación internacional solidaria a través de redes de universidades. En dicha declaración existe la pauta principal por la que Funiber se rige: educación permanente durante toda la vida. Esta incluye que todo individuo puede educarse en el lugar donde vive y trabaja, sea éste cual sea.
Los modernos sistemas de comunicación que posibilitan, entre otras cosas, la educación no presencial, permiten a las universidades completar su oferta poniendo al alcance de los estudiantes, mediante una Universidad, todas las áreas de conocimiento que la institución desee, haciéndolo con el mejor nivel académico. El camino para salvar estos límites pasa por la construcción de Redes de Universidades.

## Líneas de actuación
Funiber proyecta sus líneas de actuación basándose en que el conocimiento debe ser puesto al alcance de todos, no sólo de quienes han terminado una carrera universitaria. Bajo la premisa de que existen diferentes grupos de destinatarios del conocimiento (según el grado de educación previamente alcanzado) y diferentes niveles de profundización en cada uno, afirmando que cada cual debe poder elegir el camino que más le satisfaga en la materialización de su proceso personal de aprendizaje y formación cultural e intelectual.
Funiber desarrolla sus actividades a través de tres ejes fundamentales de actuación:
1. Promover la creación de programas universitarios.
2. Apoyar en la formación y en actividades de proyectos de cooperación internacional.
3. Ofrecer soluciones de formación a medida y de gestión del conocimiento para empresas e instituciones.

## Programas
Actualmente, la oferta académica de Funiber está constituida por 160 programas académicos de Maestría y Especialización que se cursan a través de entornos virtuales (campus virtual). Todos los programas son titulados por prestigiosas universidades internacionales y se imparten en español, portugués y, parte de ellos, en italiano, francés e inglés.

### Áreas de formación
- Medio ambiente.
- Salud y nutrición.
- Deporte.
- Tecnologías TIC.
- Formación al profesorado.
- Comunicación.
- Periodismo.
- Turismo.
- Proyectos y prevención.
- Arquitectura y diseño.
- Empresas y derecho.
- Psicología y recursos humanos.
- Idiomas.
- Doctorados.

## Programa de becas
La Fundación Universitaria Iberoamericana, a lo largo de su historia, ha estado cumpliendo con su misión y responsabilidad social de que nadie deje de estudiar por carencias económicas a través de las becas de formación Funiber. Estas becas se conceden para estudiar en cualquiera de los programas patrocinados por Funiber.
Asimismo, Funiber también ofrece el Programa de Premios a la Excelencia, que son concedidos a instituciones u organizaciones que por su impacto en el crecimiento económico y desarrollo cultural y social de los países desean potenciar su capital humano dando a sus miembros posibilidades de estudio que ayuden a mejorar el trabajo que realizan.

## Sedes
| Europa   | África | Asia  | Norteamérica   | Centroamérica | Suramérica | Las Antillas (América) |
| -------- | --- | ----- | -------------- | ------------- | ---------- | ---------------------- |
| España   | Angola | China | Estados Unidos | Costa Rica    | Argentina  | Puerto Rico            |
| Italia   | Cabo Verde                                                                                                   |       | México         | El Salvador   | Bolivia    | República Dominicana   |
| Portugal | Camerún |       |                | Guatemala     | Brasil     |                        |
|          | Costa de Marfil                                                                                              |       |                | Honduras      | Chile      |                        |
|          | Guinea-Bisáu                                                                                                 |       |                | Nicaragua     | Colombia   |                        |
|          | Guinea Ecuatorial                                                                                            |       |                | Panamá        | Ecuador    |                        |
|          | Marruecos |       |                |               | Paraguay   |                        |
|          | Mozambique (enlace roto disponible en Internet Archive; véase el historial, la primera versión y la última). |       |                |               | Perú       |                        |
|          | Nigeria |       |                |               | Uruguay    |                        |
|          | Senegal |       |                |               | Venezuela  |                        |
|          | Túnez |       |                |               |            |                        |

## Obra cultural
La Fundación Universitaria Iberoamericana centra una parte de sus objetivos en la obra cultural fructífera y constante, consistente en la organización de exposiciones de arte de carácter gratuito, publicaciones y conferencias.

### Exposiciones de arte
Funiber, además de volcarse en su obra social, centrada en ayudas económicas para facilitar el acceso a los estudios, desarrolla también una intensa labor de difusión cultural.

### Conferencias
La Fundación Universitaria Iberoamericana organiza ciclos de conferencias abiertas al público y para sectores profesionales determinados con el fin de difundir cultura y conocimiento a toda la sociedad.